# Ioana Cristina Goicea
Ioana Cristina Goicea   (Bucarest, 6 de novembre de 1992) és una violinista d'origen romanès.

## Biografia
Goicea va néixer en una família de músics. La seva mare és la violinista romanesa Cristina Anghelescu. Va estudiar a les universitats musicals de Leipzig, Rostock i Hannover amb Mariana Sîrbu, Petre Munteanu i Krzysztof Wegrzyn.
Goicea ha actuat a Europa, Amèrica, Nova Zelanda, Austràlia i Àsia en llocs de concerts com el Concertgebouw Amsterdam, St Martin-in-the-Fields London, Melbourne Recital Center, Romanian Athenaeum, Shanghai Concert Hall, the Slovak Philharmonic and the Townhall Auckland. Com a solista ha actuat amb l'Orquestra Nacional de Bèlgica, la Philharmonia d'Auckland, la Filharmònica George Enescu de Bucarest, l'Orquestra Nacional de Ràdio de Bucarest, la Simfònica d'Indianapolis, l'Orquestra Simfònica d'Anvers, l'Orchestre Royal de Chambre de Wallonie, l'Orquestra de Beethoven Bonn i la Filharmònica de Baden-Baden.
A més de la seva carrera com a solista, Goicea també és una intèrpret de cambra activa. El 2015, juntament amb el pianista Andrei Banciu, va guanyar el segon premi del concurs internacional "Premio Trio di Trieste". El 2016 va participar en l'Acadèmia de Música de Cambra del Heidelberger Frühling Music Festival. El 2017 va ser convidada al Festival Hitzacker i a la seva Acadèmia. El 2018 va participar al Festival de l'Acadèmia Verbier.
Ioana Cristina Goicea interpreta amb un G.B. Guadagnini Violin (Parma, 1761), en préstec del "German Music Instrument Fund - Deutsche Stiftung Musikleben".
El seu primer CD "Recital" juntament amb el pianista Andrey Gugnin es va publicar a principis de 2019 a "Atoll Records Label" de Nova Zelanda.

## Premis
- 2014: Premi del Concurs Fritz Kreisler a Viena, Àustria[9]
- 2017: primer premi del Concurs Internacional de Violí Michael Hill a Nova Zelanda[10]
- 2018: Premi del Concurs Internacional de Violí d'[11]Indianapolis
- 2018: primer premi al Deutscher Musikwettbewerb de Bonn, Alemanya[12]
- 2019: Premi del Concurs Queen Elisabeth a Brussel·les, Bèlgica[13]